# 제14회 영국 아카데미 영화상
제14회 영국 아카데미 영화상은 1960년의 최고의 영화를 기리기 위해 1961년에 열린 시상식이다.

## 수상

### 작품상
- 아파트 열쇠를 빌려드립니다 - 빌리 와일더 수상

### 알렉산더 코다 상
- 토요일 밤과 일요일 아침 - 카렐 라이즈 수상

### 칼 포먼 상
- 토요일 밤과 일요일 아침 - 앨버트 피니 수상

### 남우주연상(영국)
- 피터 핀치 수상

### 남우주연상(외국)
- 아파트 열쇠를 빌려드립니다 - 잭 레먼 수상

### 여우주연상(영국)
- 토요일 밤과 일요일 아침 - 레이첼 로버츠 수상

### 여우주연상(외국)
- 아파트 열쇠를 빌려드립니다 - 셜리 맥클레인 수상

### 각본상(영국)
- 브라이언 포브스 수상

### 단편영화작품상
- Peter Baylis 수상

### UN상
- 히로시마 내 사랑 - 알랭 레네 수상